# Center Ridge (Arkansas)
Center Ridge es un lugar designado por el censo ubicado en el condado de Conway en el estado estadounidense de Arkansas. En el Censo de 2010 tenía una población de 388 habitantes y una densidad poblacional de 16,83 personas por km².

## Geografía
Center Ridge se encuentra ubicado en las coordenadas 35°22′51″N 92°34′33″O / 35.38083, -92.57583. Según la Oficina del Censo de los Estados Unidos, Center Ridge tiene una superficie total de 23.06 km², de la cual 22.93 km² corresponden a tierra firme y (0.53%) 0.12 km² es agua.

## Demografía
Según el censo de 2010, había 388 personas residiendo en Center Ridge. La densidad de población era de 16,83 hab./km². De los 388 habitantes, Center Ridge estaba compuesto por el 89.69% blancos, el 5.15% eran afroamericanos, el 3.35% eran amerindios, el 0.52% eran asiáticos, el 0% eran isleños del Pacífico, el 0.26% eran de otras razas y el 1.03% pertenecían a dos o más razas. Del total de la población el 1.8% eran hispanos o latinos de cualquier raza.